# Рашина, Сара
Сара Рашина (латыш. Sāra Rašina; 23 мая 1920, Лиепая — 30 ноября 1941, Румбула) — латвийская скрипачка еврейского происхождения.
С четырёхлетнего возраста училась у скрипача Альфреда Аделова, затем в музыкальной школе Габриэля Виккера. В возрасте девяти лет переехала вместе с семьёй в Ригу, где продолжила занятия под руководством Адольфа Меца — сперва частным образом, а затем в Латвийской консерватории. Окончила консерваторию в 1937 году, в том же году приняла участие в Конкурсе скрипачей имени Изаи, остановившись в шаге от призового места, но получив поощрительную денежную премию от патронировавшей конкурс королевы Елизаветы. В 1938—1939 гг. совершенствовала своё мастерство в Лондоне у Карла Флеша.
В 1933 г. впервые выступила на Латвийском радио, в 1936 г. — с Лиепайским оркестром. В 1939—1940 гг. играла в симфоническом оркестре курорта Кемери, в некоторых случаях исполняя обязанности концертмейстера. В камерных концертах выступала вместе с пианистами Паулом Шубертом и Германом Брауном.
Была убита в ночь массового уничтожения рижских евреев. Писатель Миервалдис Бирзе утверждал, что, по слухам, Рашину вывел из Рижского гетто и расстрелял лично Герберт Цукурс.

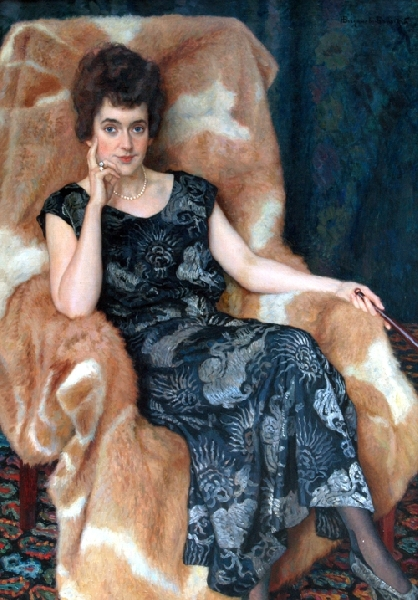
Николай Богданов-Бельский. Портрет молодой женщины (возможно, Сары Рашиной)

Муж (с 1937 г.) — Хаим Гершон Шелкан (1911—1999), в то время оперный певец, а в дальнейшем кантор в США.
Судьба Сары Рашиной легла в основу образа скрипачки Даги Хиршмане в пьесе Мартиньша Зивертса «Последняя лодка» (1990). Есть предположение, что Рашина изображена на «Портрете молодой женщины» Николая Богданова-Бельского.